# Меліава Тамаз Георгійович
Тама́з Гео́ргійович Меліа́ва (груз. თამაზ გიორგის ძე მელიავა; *23 грудня 1929 — †27 серпня 1972) — радянський грузинський кінорежисер і сценарист. Заслужений діяч мистецтв Грузинської РСР (1967).

## Біографія
Народився 23 грудня 1929 року у Тбілісі.
З 1948 по 1951 рік — навчався в Московському юридичному інституті. 
З 1954 року — асистент режисера на Київській кіностудії і «Мосфільмі».
З 1956 року — режисер «Мосфільму» і Кіностудії імені Олександра Довженка.
У 1958 році за власним сценарієм (у співавторстві з Б. Гримаком) зняв фільм-драму «Проста річ». Цього ж року зняв комедію «Біля тихої пристані» (у дуеті з Едуардом Абаловим).
У 1959 році — закінчив режисерський факультет ВДІКу (майстерня Сергія Юткевича).
З 1959 року — режисер на «Грузія-фільм».
У 1963 році — зняв фільм-драму «Білий караван» (у дуеті з Ельдаром Шенгелаєм). У 1964 році — картина отримала Спеціальний приз «За поетичну розповідь про людину праці» на I-му Всесоюзному кінофестивалі у Ленінграді, а також була номінована на Золоту пальмову гілку на Каннському кінофестивалі. У 1965 році — фільм отримав Премію Ленінського комсомолу Грузинської РСР.
У 1966 році вийшов фільм-драма «Хто вигадав колесо?», для якого Меліава написав сценарій (разом з Тенгізом Абуладзе та Анатолієм Гребнєвим).
У 1967 році — зняв комедію «Як солдат від війська відстав». Цього ж року — отримав звання Заслужений діяч мистецтв Грузинської РСР.
У 1971 році вийшла комедія «Намисто для моєї коханої», до якої Меліава написав сценарій (разом з Тенгізом Абуладзе).
У 1972 році — зняв фільм-драму «Викрадення місяця».
Помер 25 серпня 1972 року у Тбілісі. Похований у Пантеоні письменників та громадських діячів Дідубе.

## Фільмографія
Режисер:
- 1973 — «Викрадення місяця»
- 1967 — «Як солдат від війська відстав»
- 1963 — «Білий караван» (у дуеті з Ельдаром Шенгелаєм)
- 1958 — «Проста річ»
- 1958 — «Біля тихої пристані» (у дуеті з Едуардом Абаловим)

Сценарист:
- 1973 — «Викрадення місяця» (разом з Георгієм Хухашвілі)
- 1971 — «Намисто для моєї коханої» (разом з Тенгізом Абуладзе)
- 1966 — «Хто вигадав колесо?» (разом з Тенгізом Абуладзе та Анатолієм Гребнєвим)
- 1958 — «Проста річ» (разом з Б. Гримаком)